# Kimber Manufacturing
A Kimber Manufacturing é uma empresa Americana que projeta, fabrica e distribui armas curtas, como a M1911, e rifles. O USA Shooting Team, marinheiros do Comando de Operações Especiais, e LAPD (SWAT) usam pistolas Kimber.

## Produtos

### Pistolas
Os modelos disponíveis incluem:
- Kimber Custom series 
  - Kimber Custom II
  - Kimber Custom Target II
  - Kimber Custom TLE II
  - Kimber Custom TLE II (LG)
  - Kimber Custom TLE/RL II
  - Kimber Stainless TLE II
  - Kimber Stainless TLE/RL II
  - Kimber Warrior
  - Kimber Desert Warrior
  - Kimber Warrior SOC
  - Kimber Royal II
  - Kimber Stainless II
  - Kimber Stainless Target II
- Kimber Gold Match II series 
  - Kimber Team Match II
  - Kimber Gold Match II
  - Kimber Stainless Gold Match II
  - Kimber Target Match

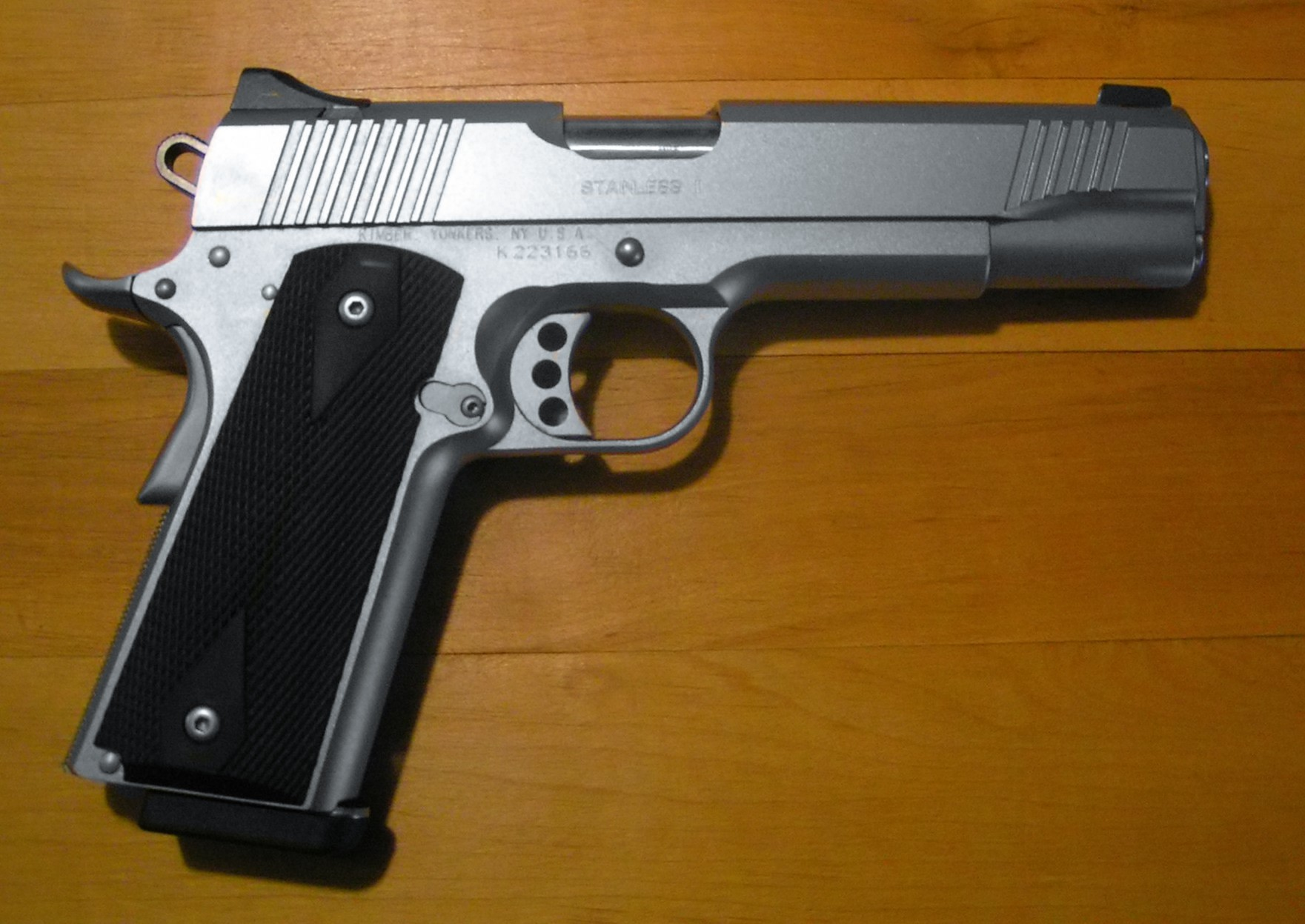
Kimber Custom Stainless II pistol (.45 ACP).

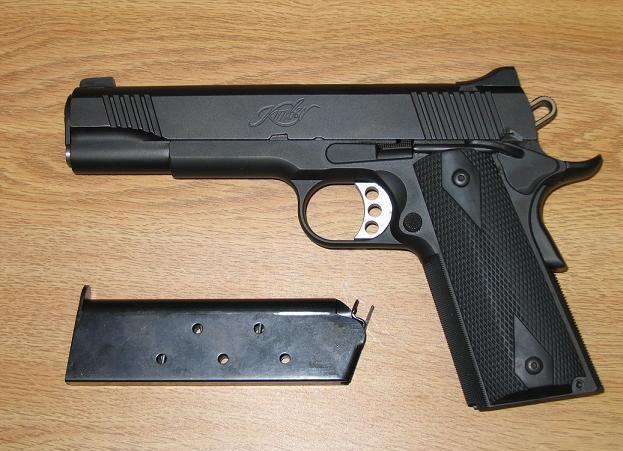
Kimber Custom TLE II (.45 ACP).

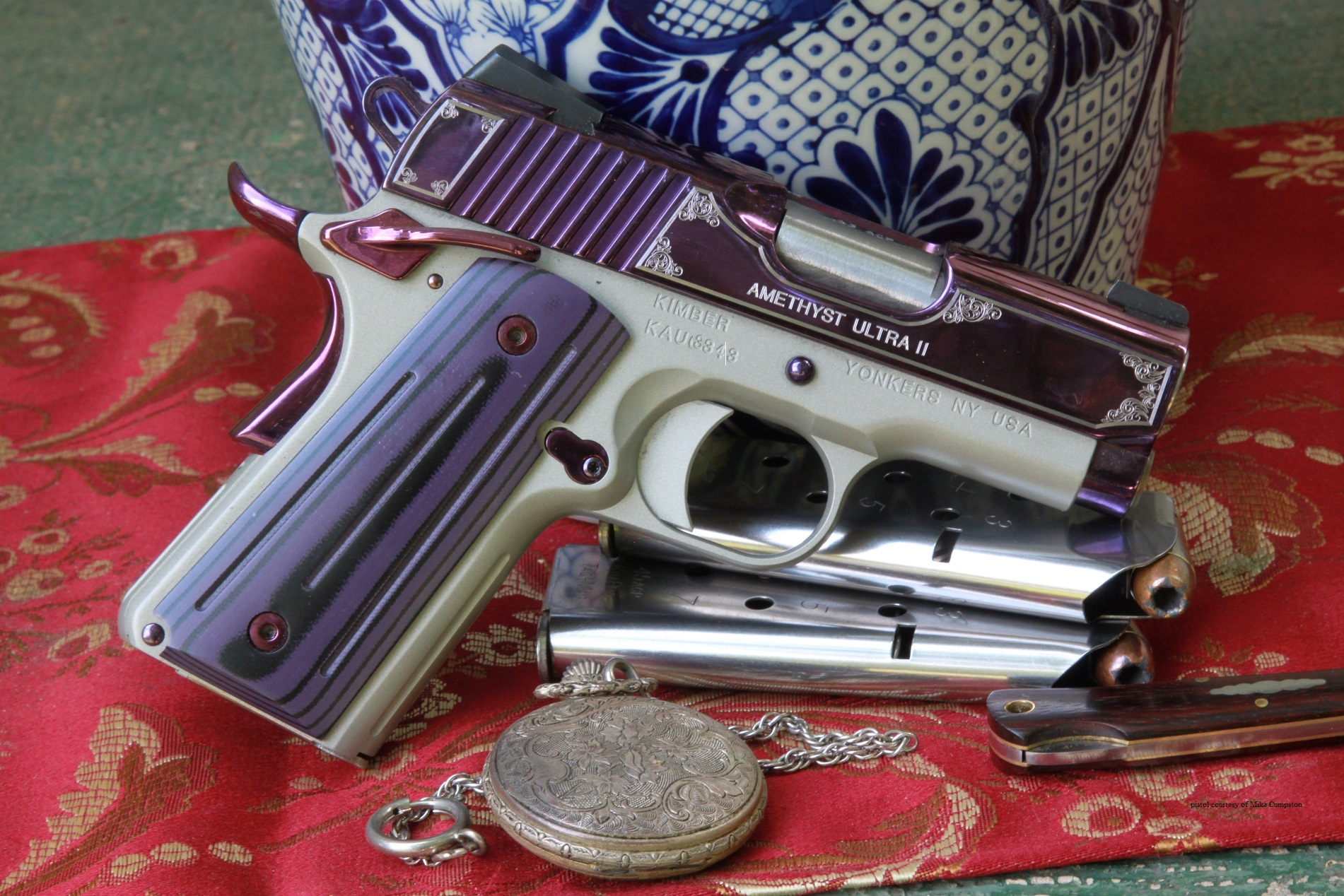
Kimber Amethyst Ultra II 1911 com cano de 3 polegadas

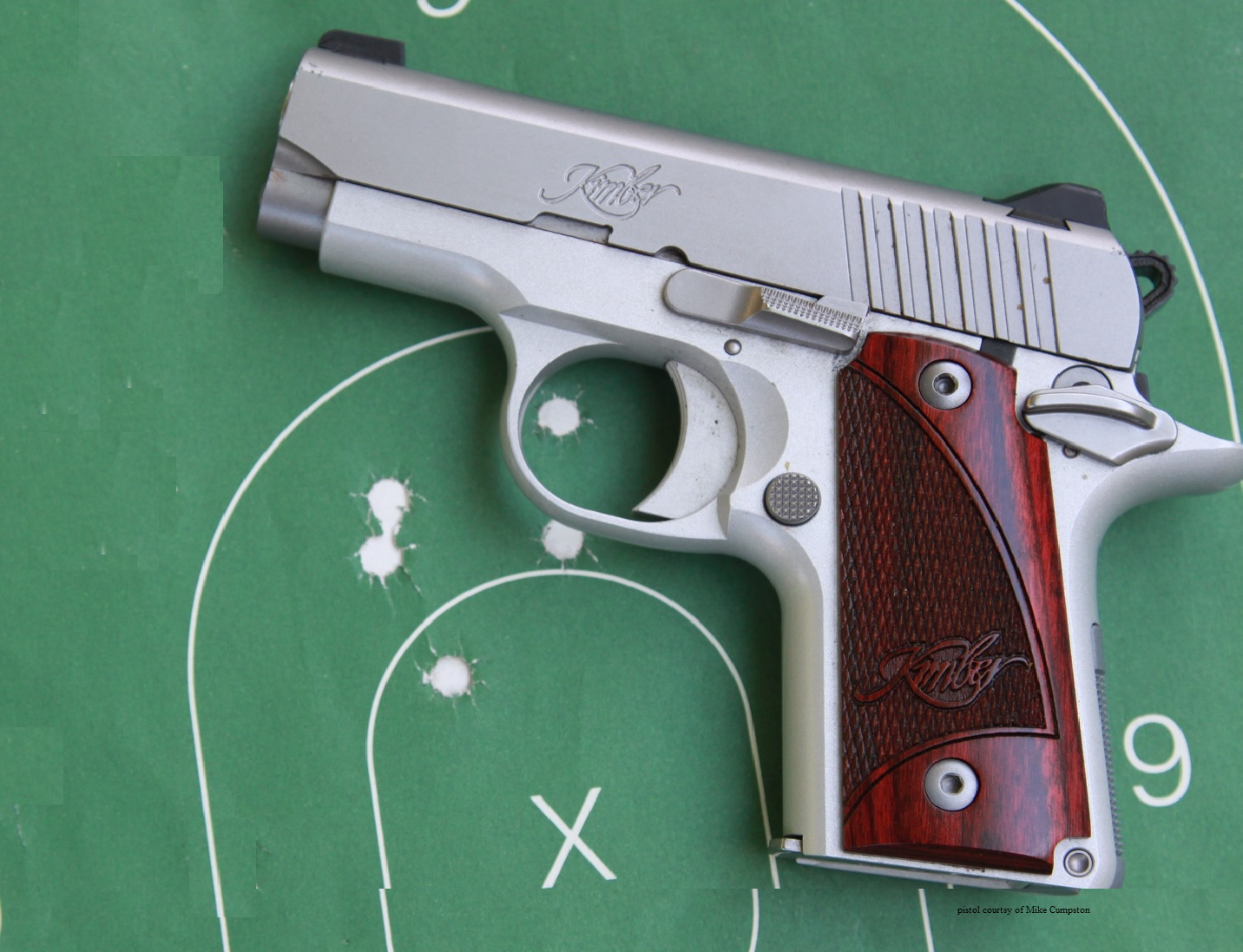
Kimber Micro Carry .380 Stainless Rosewood.

- Kimber Compact and Kimber Pro Carry II series
- Kimber Eclipse series
  - Kimber Eclipse II
  - Kimber Eclipse Target II
- Kimber Micro series
  - Kimber Micro Advocate
  - Kimber Micro CDP
  - Kimber Micro Covert
  - Kimber Micro Crimson Carry
  - Kimber Micro DC
  - Kimber Micro Desert Night
  - Kimber Micro Desert Tan
  - Kimber Micro Eclipse
  - Kimber Micro Raptor
  - Kimber Micro RCP
  - Kimber Micro Special Editions
  - Kimber Micro Stainless
  - Kimber Micro TLE
  - Kimber Micro Two Tone
- Kimber Ultra Carry II
- Kimber Tactical II
- Kimber CDP II
- Kimber Covert II
- Kimber Aegis
- Kimber Ten II series
- Kimber Rimfire series
- Kimber Solo micro-compact 9mm pistol
- Kimber Crimson Carry series 
  - Kimber Ultra Crimson Carry II
  - Kimber Pro Crimson Carry II
  - Kimber Custom Crimson Carry II
  - Kimber Ultra RCP II subcompact 1911 featuring a sighting trough instead of conventional sights
  - other custom models

### Revólveres
A Kimber fabrica apenas um modelo de revólver, o "K6S", no calibre .357 Magnum com capacidade de seis tiros. Existem algumas opções disponíveis, incluindo canos de 2 e 3 polegadas e também de ação simples e dupla.
- Kimber K6 series

### Rifles

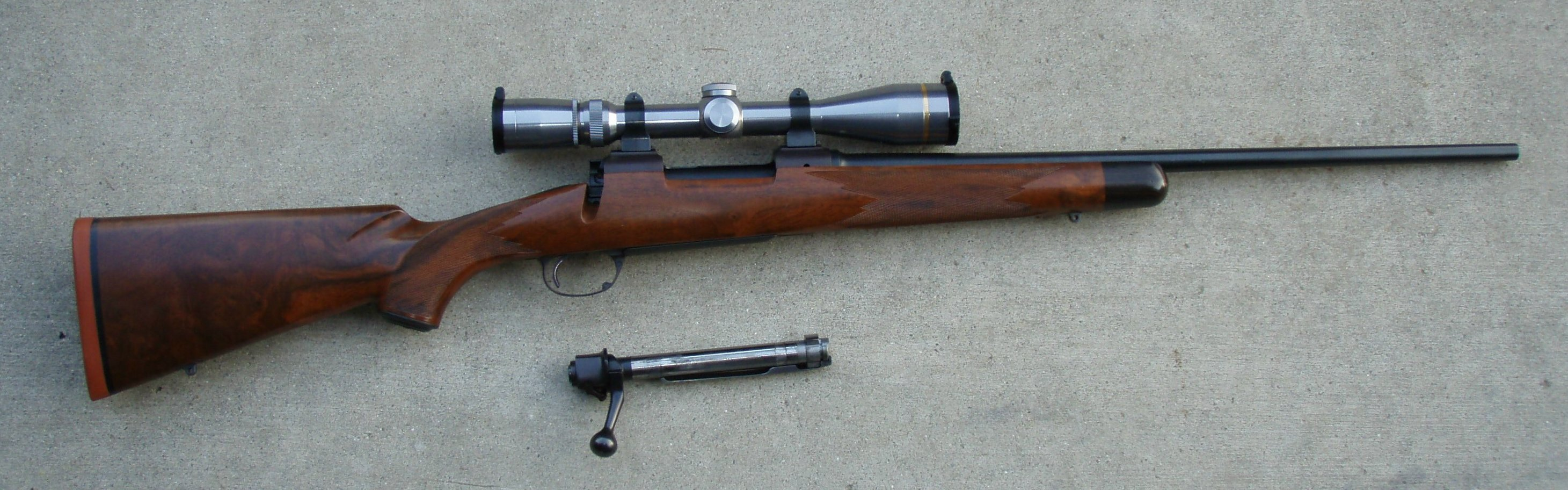
O rifle "Kimber of Oregon Super Custom" (.270 Winchester).

A Kimber também fabrica vários modelos de armas longas, incluindo rifles de caça e de uso tático. A maioria desses rifles, utiliza o sistema de alimentação do tipo Mauser, projetado originalmente por Nehemia Sirkis. Os rifles da Kimber têm a reputação de precisão e qualidade.
Os modelos básicos são:
- Kimber 17 Mach 2 (discontinued)
- Kimber model 82 (discontinued)
- Model 84S — Short Action (unreleased)
- Model 84M — Medium Action
- Model 84L — Long Action
- Model 8400 — Magnum Action